# International Rose Test Garden
El International Rose Test Garden (rosaleda experimental internacional) es una rosaleda de 18,000 m² (4.5 acres) de extensión, situada en el Parque Washington en Portland en el estado de Oregón (Estados Unidos). 
Alberga más de 7000 rosales de unas 550 variedades. Las Rosas florecen de abril a octubre con un máximo en junio, según las condiciones meteorológicas. 
Los nuevos cultivares de rosas procedentes de numerosas partes de mundo se reciben continuamente siendo testados según su color, fragancia, resistencia a diversas enfermedades, y otros caracteres diversos. 
Es la rosaleda experimental más antigua de los Estados Unidos, y contribuye al apelativo de Portland, como la « Ciudad de las rosas ».

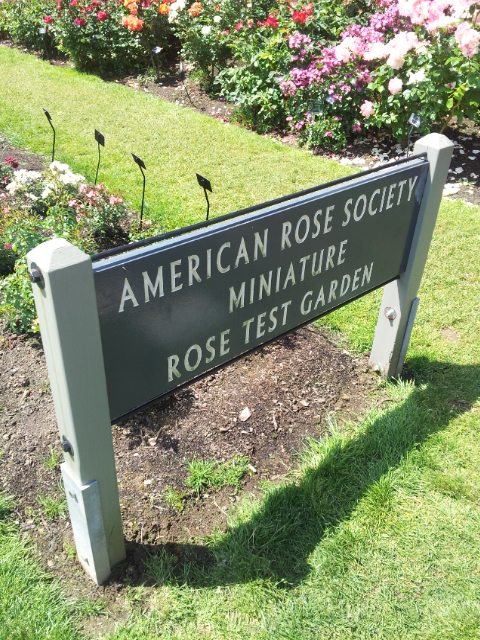
Cartel del « International Rose Test Garden ».

## Localización
International Rose Test Garden, 400 Southwest Kingston Avenue Portland, Multnomah county Oregon OR 97205 United States of America-Estados Unidos de América
Planos y vistas satelitales.45°31′8.69″N 122°42′20.05″O / 45.5190806, -122.7055694

## Características
El 'International Rose Test Garden tiene una superficie de 18,000 m² sobre varios niveles frente al centro de la ciudad de Portland, al río Willamette y al Este de Portland. En los días claros, se puede observar la Cadena de las Cascadas, destacándose el Monte Hood.
El anfiteatro acoge numerosos acontecimientos durante el año, principalmente de conciertos de música clásica y algunas obras teatrales. Con el buen tiempo, el anfiteatro atrae a los patinadores y a los jugadores de discos voladores. 
El « Queens Walk » es una pasarela en ladrillos sobre un lado del jardín donde una estrella de bronce honra a cada reina de la Fiesta de las rosas (Rose Festival) desde 1907.

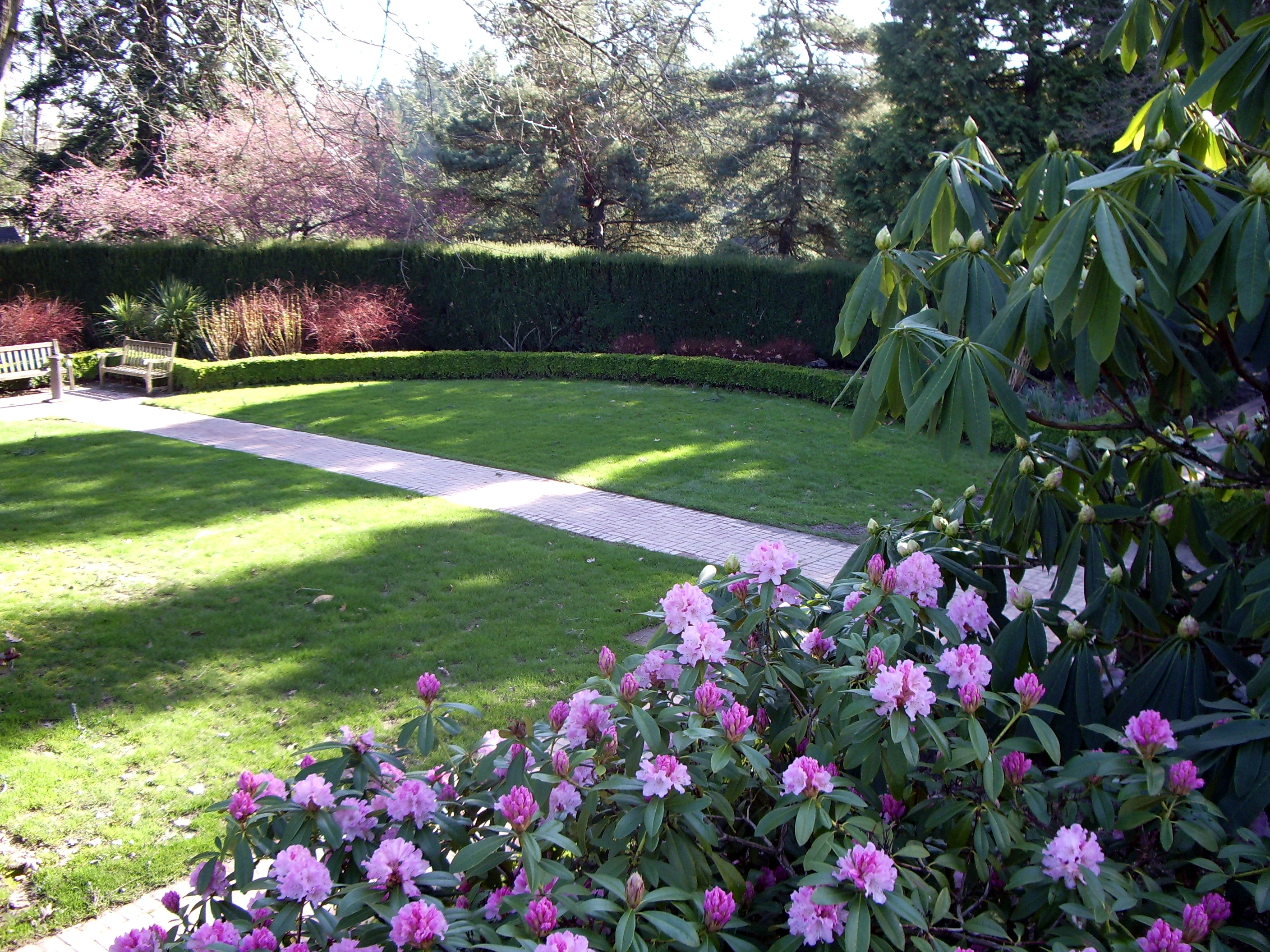
El jardín Shakespeare en invierno.

« Shakespeare Garden » (El jardín de Shakespeare) incluía en su origen especies botánicas mencionadas en las obras de William Shakespeare. Se modificó posteriormente para limitar las especies de pleno sol habida cuenta de la sombra importante de los árboles circundantes. Hay una pasarela rectilínea, asientos y plantaciones impecables. Las variedades de rosales llevan el nombre de personajes de sus partes. Este jardín se frecuenta en ocasiones especiales, en particular, en las sesiones fotográficas de bodas. 
« Gold Medal Garden » (Jardín de las Medallas de Oro), es un jardín formal con rosales premiados con el máximo galardón, pasarelas, una fuente central y una glorieta. Es un lugar frecuentado con motivo de las bodas.
« Royal Rosarian Garden » (Jardín de la Rosaleda Real), en este jardín se rinde homenaje desde 1924 a los embajadores de buena voluntad y a los invitados especiales que ofician en las manifestaciones de la Fiesta de las rosas. Cuando una personalidad es homenajeada, se le concede su nombre a una variedad de rosa. En este jardín se contienen muchos rosales que se volvieron imposibles de encontrar en el comercio.
« Miniature Rose Garden » (Rosaleda de las Rosas Miniatura), 
El jardín de rosas miniatura es uno de los seis de este tipo que sirve de terreno de experimentación al « American Rose Society ». Los arriates elevados de la entrada se aprecian por sus variedades únicas. 
La boutique de la rosaleda se abrió al públiclo el 1 de mayo del 2000.
Una escultura abstracta en acero inoxidable, un espejo de agua y varias fuentes mezclan los estilos clásicos y modernos. Cada parte de la rosaleda tiene un carácter diferente: variedades de rosales, árboles, terreno, césped.
Los rosales y las otras plantaciones están cuidadas por un jardinero a lo largo de todo el año (dos durante el verano) y por numerosos voluntarios. Cada año, apasionados locales le dedican alrededor de unas 500 horas voluntariamente al jardín.

Algunas vistas de la "International Rose Test Garden".

Detalles
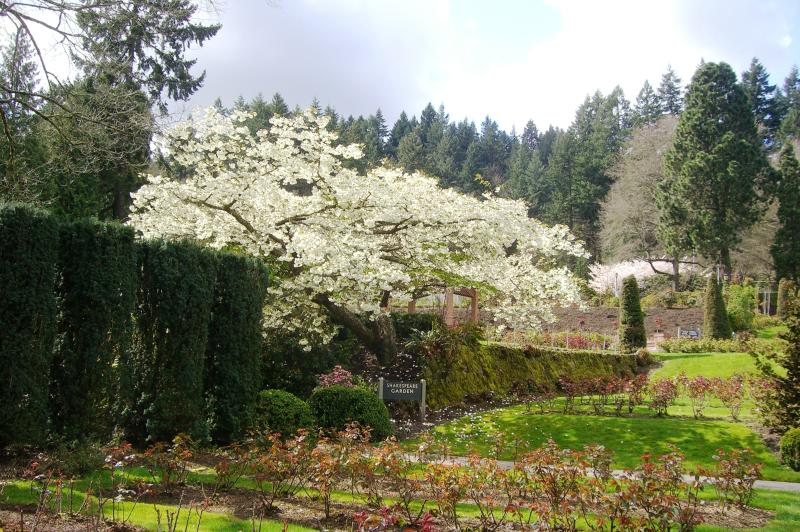
Lateral de la rosaleda.
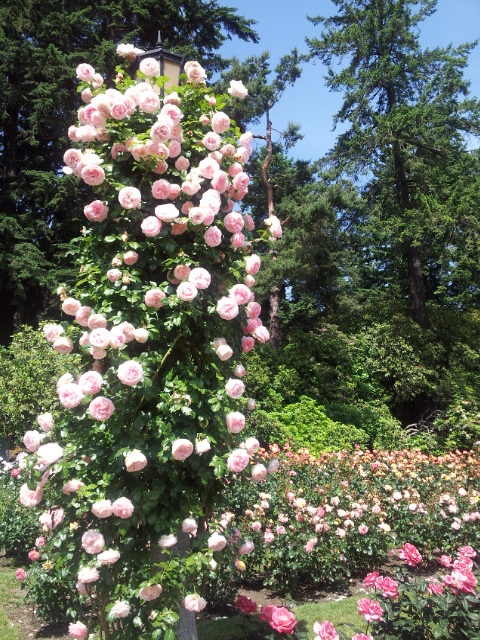
Rosales trepadores.
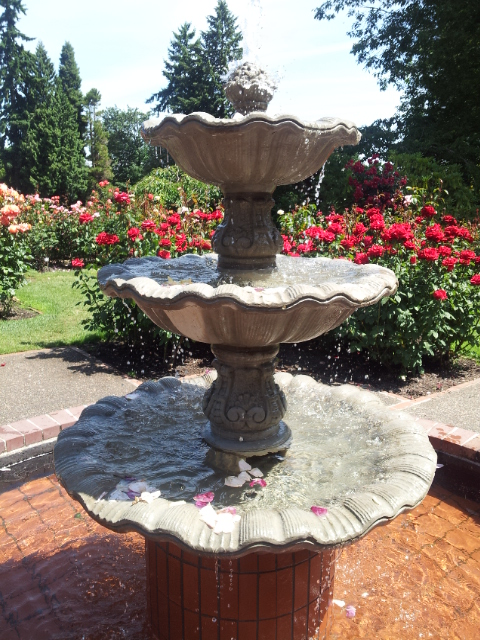
Fuente en la rosaleda.
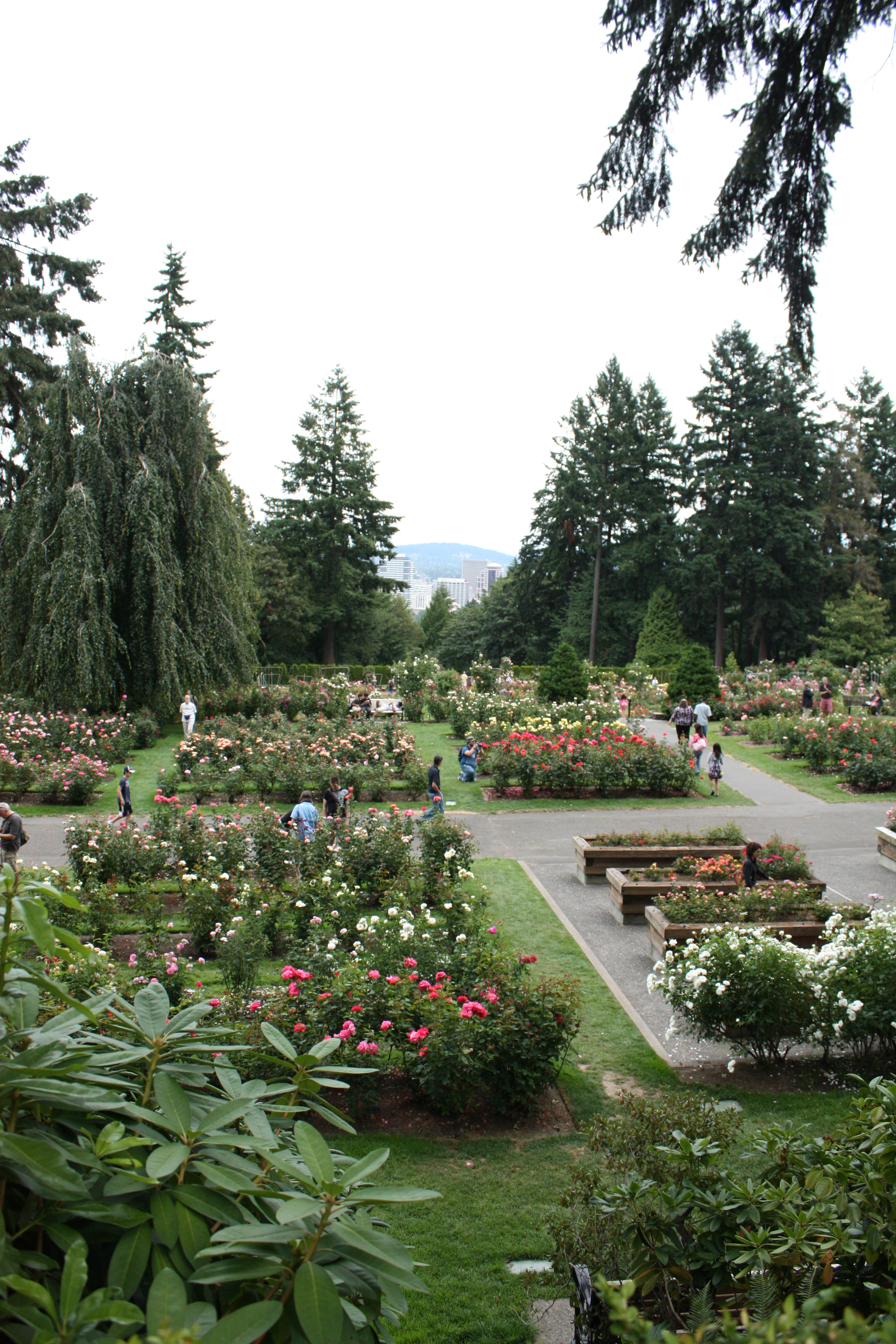
Vista del interior de la rosaleda.
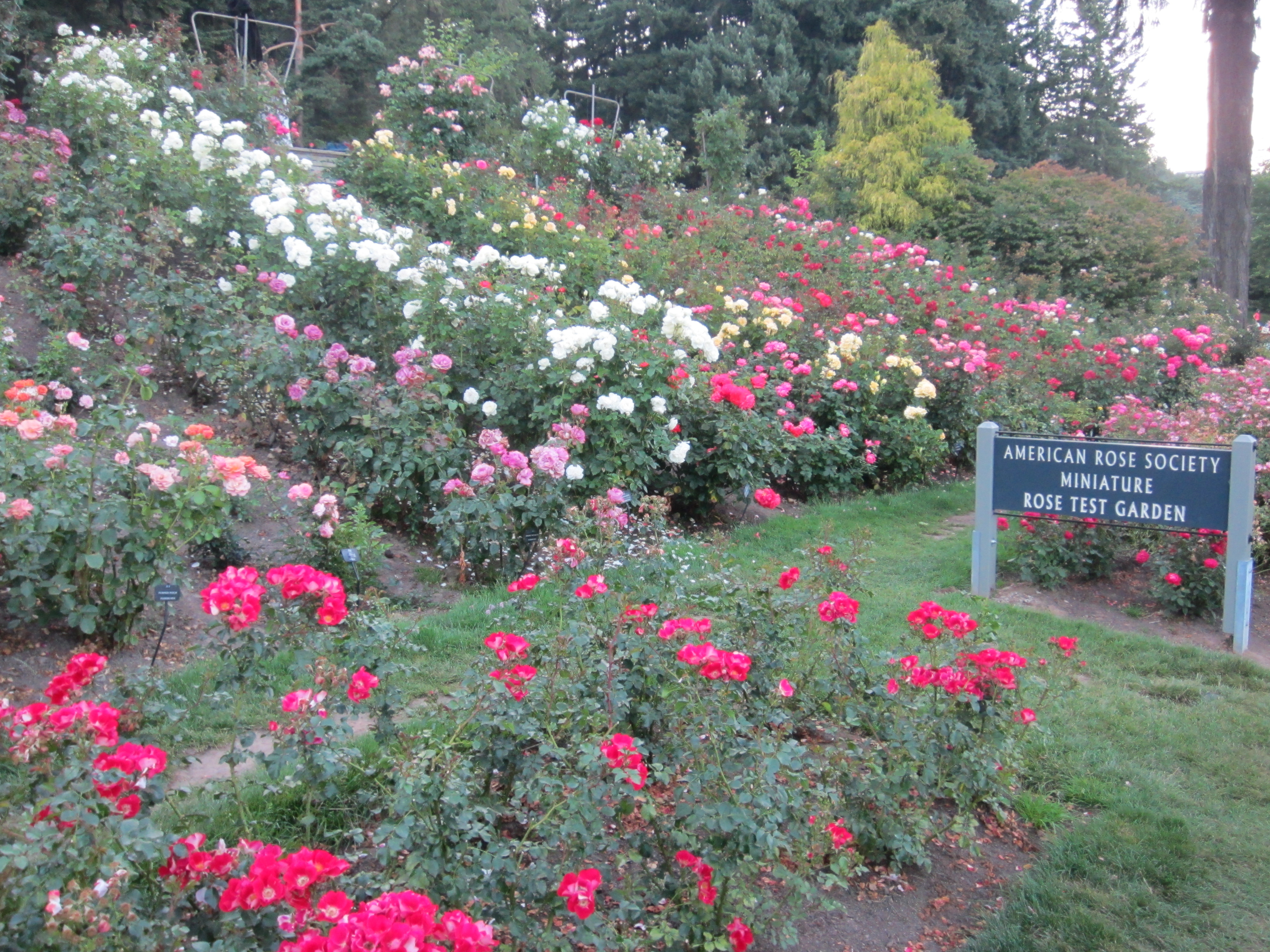
En la rosaleda.

## Historia

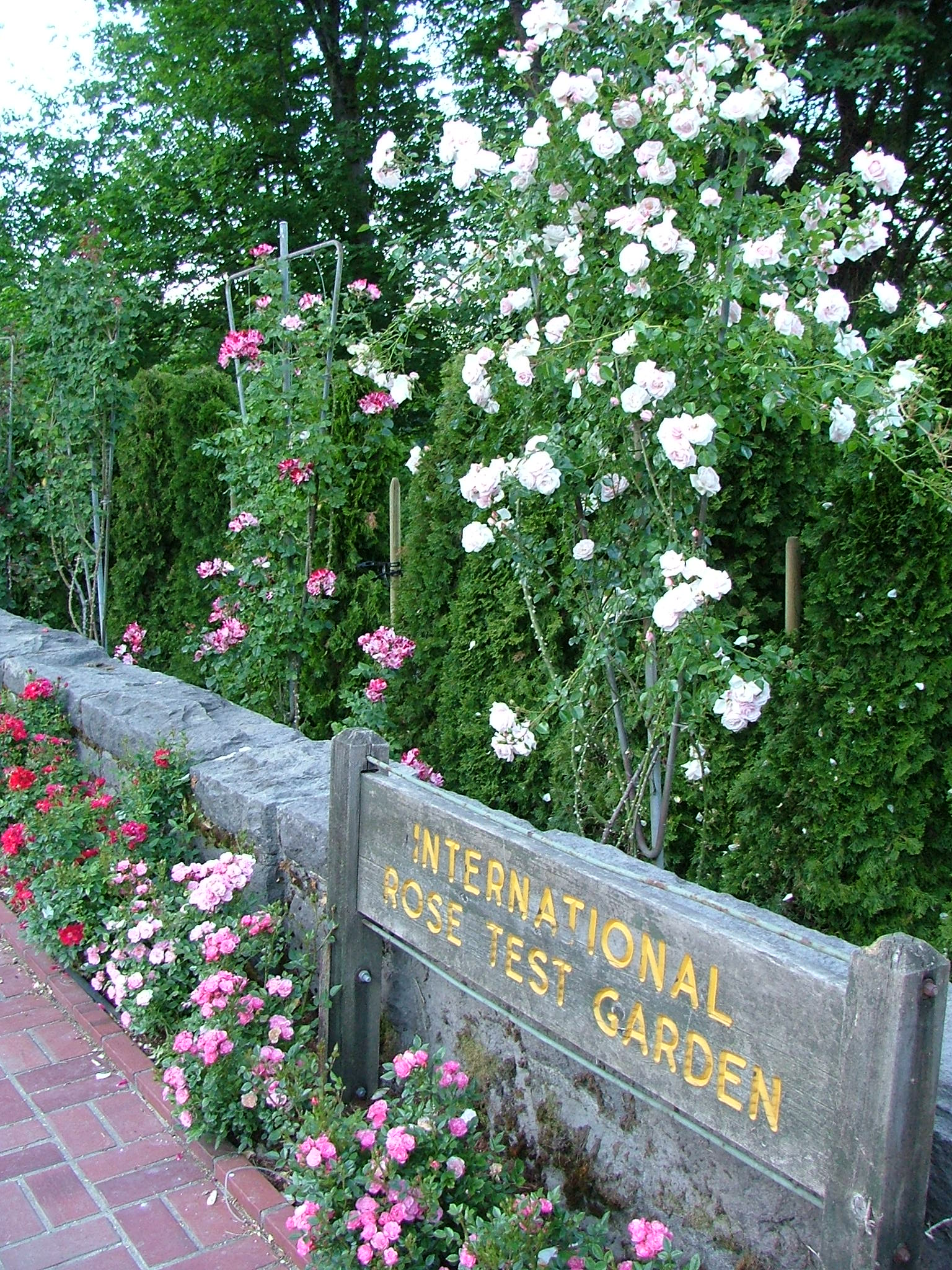
Profusión de rosas en el jardín.

En 1917, un grupo de viveristas de Portland tuvieron la idea de crear una rosaleda de prueba de ámbito americano. Había en Portland un grupo de voluntarios apasionados y 30 kilómetros de calles bordeadas de rosales, especialmente desde la exposición Lewis y Clark de 1905. 
Portland era ya conocida como la « Ciudad de las rosas » y se quería reforzar su reputación. Entre el « Parks and Recreation » de Portland y la « American Rose Society », el jardín se convirtió en una realidad rápidamente.
Jessie Currey, presidente en la época de la Portland's Rose Society (Sociedad de las rosas de Portland), lanzó una petición para que la ciudad pasara a ser durante la Primera Guerra Mundial un puerto seguro para los rosales híbridos creados en Europa. Los aficionados de rosas temían que estas plantas únicas pudieran destruirse a causa de la guerra. 
Los horticultores extranjeros enviaron desde numerosos países sus rosales para hacerlos probar y el jardín tuvo un éxito inmediato. Actualmente, Portland es la única ciudad de Norteamérica que puede otorgar distinciones a las rosas de calidad de todo el mundo.